# Bjørn Drillestad
Bjørn Drillestad (31 dicembre 1945) è un allenatore di calcio ed ex calciatore norvegese, di ruolo difensore.

## Carriera

### Giocatore

#### Club
Drillestad ha giocato con la maglia del Fredrikstad, con cui ha disputato anche la finale del Norgesmesterskapet 1971, persa per 4-1 contro il Rosenborg.

#### Nazionale
Ha giocato 5 partite per la Norvegia under 21. Ha esordito il 12 settembre 1970, schierato titolare nella sconfitta per 1-0 contro la Svezia. Il 6 ottobre ha disputato la prima partita nelle qualificazioni al campionato europeo Under-23 1972, giocando nella vittoria per 1-0 sull'Ungheria.

### Allenatore
Nel 1989 è stato allenatore del Moss, assieme a Roar Breivik.